# Abgehört
Abgehört (Originaltitel: Intercepted) ist ein kanadisch-französisch-ukrainischer Dokumentarfilm unter der Regie von Oksana Karpovych aus dem Jahr 2024. Die Weltpremiere fand im Februar 2024 auf der Berlinale statt, in der Sektion Berlinale Forum.

## Handlung
Abgehört stellt sich dem Thema Krieg und konfrontiert zwei parallele Welten miteinander: Die Bilder zeigen in ruhigen Einstellungen ukrainische Siedlungen nach der Befreiung von der russischen Besatzung, lassen Spuren von neuem Leben sehen und stimmen hoffnungsvoll. Doch die Tonspur setzt einen deutlichen Kontrapunkt: In Aufzeichnungen von Telefongesprächen, die russische Soldaten den ganzen Krieg über mit ihren Familien geführt haben und die vom ukrainischen Geheimdienst abgehört wurden, wird das Publikum Zeuge, wie die Soldaten Plünderungen, Vergewaltigungen, Folterungen von Kriegsgefangenen und Zivilpersonen gestehen. Was ihre Verwandten, meist Frauen, am Telefon sagen, lässt auf Fehlinformation, Propaganda und Chauvinismus schließen. Bild und Ton sind Teil eines Films und stehen einander doch ohne Verbindung gegenüber.

## Produktion

### Filmstab
Regie führte Oksana Karpovych, von der auch das Drehbuch stammt. Die Kameraführung lag in den Händen von Christopher Nunn, die Musik komponierte NFNR und für den Filmschnitt war Charlotte Tourres verantwortlich.

### Produktion und Förderungen
Produziert wurde der Film von Giacomo Nudi und Rocío B. Fuentes. Die Produktionsfirma war die kanadische Firma Les films Cosmos mit Sitz in Montreal.

### Dreharbeiten und Veröffentlichung
Der Film wurde erstmals im Februar 2024 auf der Berlinale gezeigt. Der Weltvertrieb liegt in den Händen der französischen Firma Lightdox. Am 10. Dezember 2024 wurde Abgehört auf Arte ausgestrahlt.

## Rezeption
Filmportal.de nannte den Film eine „hochgradig intelligente Montage aus ukrainischen Zerstörungszustandsbildern und abgehörten russischen Soldatenstimmen sowie den Stimmen ihrer Mütter und Frauen“. Die Wiener Tageszeitung Kurier schrieb von einem „der gravierendsten Filme der diesjährigen Berlinale“, der Untertitel des Berliner Tagesspiegels lautete „Horror auf der Tonspur“.

## Auszeichnungen und Nominierungen
- 2024: Internationale Filmfestspiele Berlin
  - Nominierung für den Berlinale Dokumentarfilmpreis aufgenommen.[5]

- 2024: Friedensfilmpreis Osnabrück[6]